# Château de Morella
Le château de Morella est un château situé à Morella dans la province de Castellón en Espagne.

## Présentation
Il est construit depuis le XIIIe siècle sur un promontoire rocheux qui domine la ville. Son architecture initiale était d'inspiration islamique, il a été remanié plusieurs fois depuis.

## Protection
Le château fait l’objet d’un classement en Espagne au titre de bien d'intérêt culturel depuis le 3 juin 1931.

### Source
- (es) Cet article est partiellement ou en totalité issu de l’article de Wikipédia en espagnol intitulé « Castillo de Morella » (voir la liste des auteurs).